# Andreas Thorkildsen
Andreas Thorkildsen (1 de abril de 1982 en Kristiansand, Noruega) es un ex atleta noruego especialista en lanzamiento de jabalina que se proclamó campeón olímpico de esta prueba en los Juegos de Atenas 2004 y en los de Pekín 2008. En esta última cita batió el récord olímpico con 90.57 m y además llegó a poseer el récord del mundo júnior.
Además de sus dos títulos olímpicos, fue dos veces campeón de Europa (Gotemburgo 2006 y Barcelona 2010), tres veces subcampeón mundial (Helsinki 2005, Osaka 2007 y Daegu 2011) y una vez campeón mundial (Berlín 2009). Su mejor marca personal fue de 91.59 m., lograda en Oslo el 2 de junio de 2006, que le colocó en el sexto en el ranking de todos los tiempos. El 11 de mayo de 2016 anunció su retiro de las competiciones atléticas.

## Resultados
| Año  | Competición              | Lugar      | Puesto | Marca   |
| ---- | ------------------------ | ---------- | ------ | ------- |
| 2001 | Campeonato del Mundo     | Edmonton   | Elim.  | 68,41 m |
| 2002 | Campeonato de Europa     | Múnich     | Elim.  | 78,36 m |
| 2003 | Campeonato del Mundo     | París      | 11.º   | 77,75 m |
| 2004 | Juegos Olímpicos         | Atenas     | 1.º    | 86,50 m |
| 2004 | Final Mundial de la IAAF | Mónaco     | 2.º    | 82,52 m |
| 2005 | Campeonato del Mundo     | Helsinki   | 2.º    | 86,18 m |
| 2005 | Final Mundial de la IAAF | Mónaco     | 2.º    | 89,60 m |
| 2006 | Campeonato de Europa     | Gotemburgo | 1.º    | 88,78 m |
| 2006 | Final Mundial de la IAAF | Stuttgart  | 1.º    | 89,50 m |
| 2006 | Copa del Mundo           | Atenas     | 1.º    | 87,17 m |
| 2007 | Campeonato del Mundo     | Osaka      | 2.º    | 88,61 m |
| 2007 | Final Mundial de la IAAF | Stuttgart  | 2.º    | 85,06 m |
| 2008 | Juegos Olímpicos         | Pekín      | 1.º    | 90,57 m |
| 2009 | Campeonato del Mundo     | Berlín     | 1.º    | 89,59 m |
| 2010 | Campeonato de Europa     | Barcelona  | 1.º    | 88,37 m |
| 2011 | Campeonato del Mundo     | Daegu      | 2.º    | 84,78 m |
| 2012 | Juegos Olímpicos         | Londres    | 6.º    | 82,63 m |

## Honores
- Ha sido nombrado Atleta del año en Noruega los años 2004, 2005, 2006, 2007 y 2008.[3]